# Carl Bersch
Carl Bersch (* 3. Mai 1834 in Zweibrücken; † 1. Mai 1914 in Baltimore) war ein deutsch-amerikanischer Maler. Er wurde bekannt als Augenzeuge des  Attentats auf Abraham Lincoln am 14. April 1865, das er in einem Gemälde festhielt.

## Leben

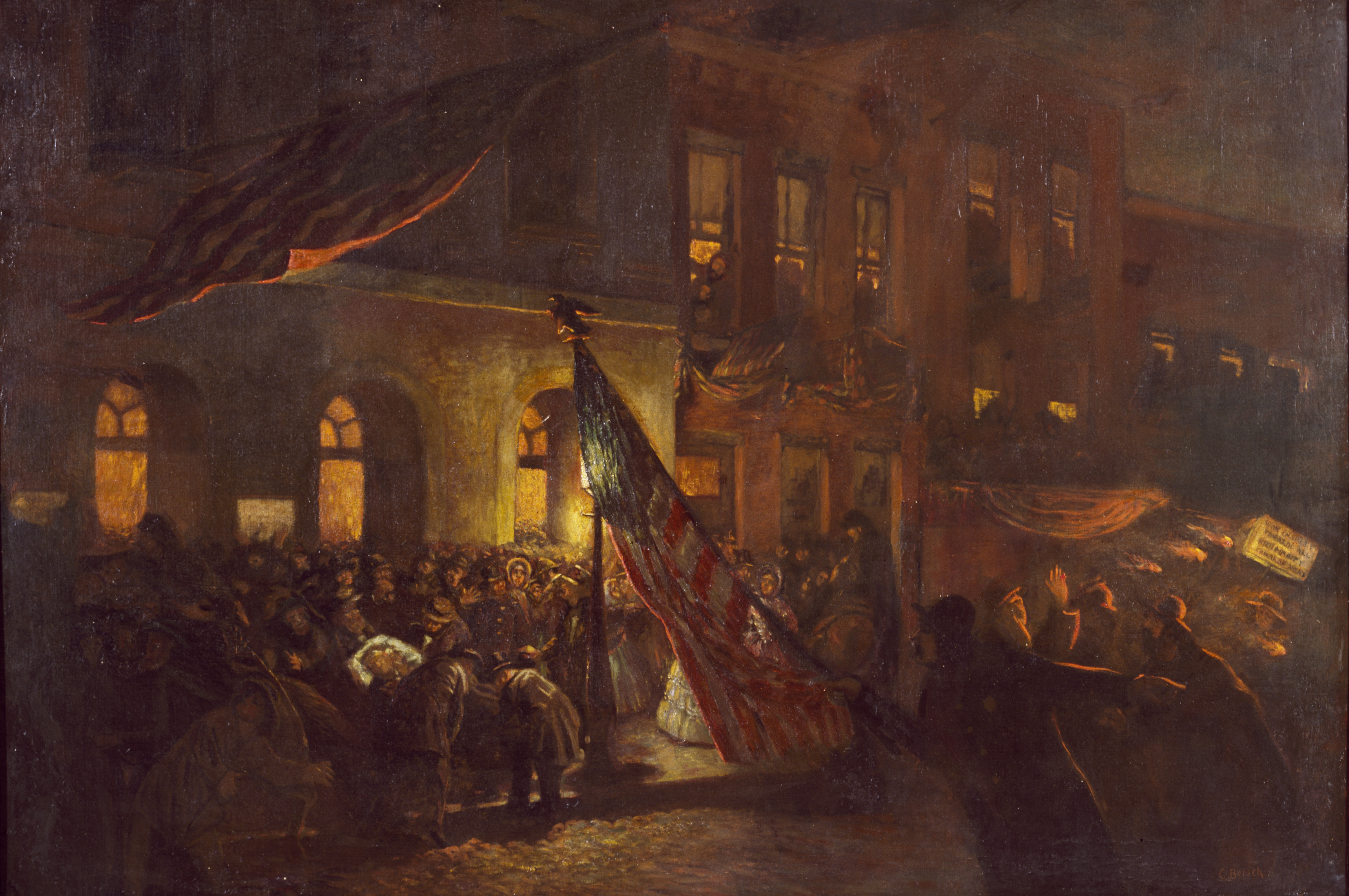
Lincoln Borne by Loving Hands

Carl Bersch kam als Sohn des Möbelschreiners Jakob Bernhard Bersch und dessen Ehefrau Carolina Friederike geborene Heintz zur Welt. Bereits während seiner Schulzeit am Gymnasium in Zweibrücken war sein Zeichentalent erkennbar. Sein Wunsch, an der  Münchner Kunstakademie zu studieren, erfüllte sich jedoch vorerst nicht, stattdessen begann er auf Drängen seines Vaters ein Bergbaustudium am dortigen Polytechnikum. Neben dem Studium belegte er Abendkurse an der Kunstakademie und schließlich willigte sein Vater in das Kunststudium ein.
1854 trat er als Schüler in die Münchner Akademie der Bildenden Künste ein. Nach Abschluss der Ausbildung, im Jahre 1859, kehrte Bersch nach Zweibrücken zurück, um dort als  Porträtmaler zu arbeiten. Bereits ein Jahr später wanderte er in die  Vereinigten Staaten aus. Nach seiner Ankunft verbrachte er kurze Zeit in Memphis und Baltimore, wo er bereits von der Porträtmalerei leben konnte, danach arbeitete er in Washington, D.C. im Studio des Fotografen und Kriegsberichterstatters Mathew B. Brady.
Am Abend des 14. April 1865 befand sich Carl Bersch auf einem Balkon gegenüber dem Ford’s Theatre in Washington D.C. und skizzierte mit Kohlestift Szenen auf der Straße. Dabei wurde er Zeuge, wie der tödlich verwundete Abraham Lincoln nach dem Attentat auf einer Bahre in das Petersen's House neben Berschs Domizil gebracht wurde. Er skizzierte diese Szene sehr detailliert und fertigte einige Tage später davon ein Ölgemälde an, dem er den Titel Lincoln Borne by Loving Hands gab.
Nach Ende des Sezessionskriegs kehrte er 1865 nach Baltimore zurück. Im selben Jahr heiratete er Angelika Bode, die Tochter eines deutschen Arztes, mit der er eine gemeinsame Tochter hatte. Ende 1866 erhielt Carl Bersch die amerikanische Staatsbürgerschaft. Die Porträtmalerei blieb seine Spezialität, daneben malte Bersch Gerichtsszenen und betätigte sich als Erfinder. In den Jahren 1906–1907 bereiste er noch einmal Europa, nach seiner Rückkehr verbrachte er den Rest seines Lebens in Baltimore, wo er am 1. Mai 1914 einen Schlaganfall erlitt und verstarb.

## Werke (Auswahl)

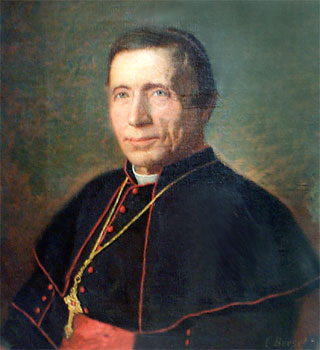
Porträt des Kardinals James Gibbons

- Lincoln Borne by Loving Hands (Ford’s Theatre, Washington, D.C.), 1865, 1,20 m × 1,80 m, Öl auf Leinwand.
- Portrait of Bismark (Walters Art Museum, Baltimore), 1860, Öl auf Karton
- Portrait of  James Cardinal Gibbons (Maryland Historical Society), 1890, Öl auf Leinwand